# Кропп, Леслав
Леслав Кропп (пол. Lesław Kropp; 22 ноября 1936, Бронув, Лодзинское воеводство — 12 октября 2013, Згеж, Лодзинское воеводство) — польский борец вольного и классического стилей. Участник летних Олимпийских игр 1960 года, бронзовый призёр чемпионата Европы 1966 года.

## Биография
Леслав Кропп родился 22 ноября 1936 года в польском селе Бронув (сейчас в Поддембицком повяте Лодзинского воеводства).
В 1953—1973 годах выступал в соревнованиях по вольной борьбе за «Боруту» из Згежа. Первым тренером был Сильвестр Хойнацкий, затем занимался под началом Хенрика Лещиньского, Рышарда Дворока, Зигмунта Дмовского, Юзефа Гротковского, Юзефа Войтасика. В вольной борьбе шесть раз становился чемпионом Польши (1956, 1960, 1962, 1964—1966), трижды выигрывал серебряные (1959, 1961, 1972) и дважды бронзовые (1967, 1971) медали. В классической борьбе дважды был серебряным (1959, 1972) и бронзовым (1967, 1971) призёром.
В 1960 году вошёл в состав сборной Польши на летних Олимпийских играх в Риме. В вольной борьбе весовой категории до 52 кг в первом раунде на 6-й минуте одержал победу над Хорхе Росадо из Мексики, во втором на 4-й минуте проиграл Андре Зоэту из Франции, в третьем на 12-й минуте уступил Паулю Неффу из ОГК.
В 1965 году занял 4-е место на чемпионате мира по вольной борьбе в Манчестере в весовой категории до 52 кг.
В 1966 году завоевал бронзовую медаль на чемпионате Европы по вольной борьбе в Карлсруэ в весовой категории до 52 кг.
Заслуженный мастер спорта Польши (1972).
После окончания выступлений работал инструктуром и координатором тренировок борцовской секции клуба «Борута». С 1991 года работал тренером городского спортивного общества Згежа.
В 2002 году был награждён крестом ордена Возрождения Польши. Награждён Серебряной медалью за выдающиеся спортивные достижения. 
Умер 12 октября 2013 года в Згеже после тяжёлой продолжительной болезни.